# Sylvia Syms
Sylvia May Laura Syms, född 6 januari 1934 i London, död 27 januari 2023 i Northwood i Hillingdon, London, var en brittisk skådespelare.

## Biografi
Sylvia Syms fick sin utbildning vid Royal Academy of Dramatic Art i London, och filmdebuterade 1956. Bland hennes mest kända filmer märks Den andra kvinnan (1957), På främmande mark (1965) och Shirley Valentine (1989). I filmen The Queen (2006) hade hon en biroll som drottningmodern Elizabeth.

## Filmografi i urval
- 1957 – Den andra kvinnan
- 1958 – En iskall i Alexandria
- 1959 – Färja till Hongkong
- 1960 – Kärlek i Hongkong
- 1960 – Expresso Bongo
- 1961 – Fallet Barret
- 1961 – Amazonernas strid
- 1961 – Hets i natten
- 1965 – På främmande mark
- 1967 – Slaget som dödar
- 1968 – Warlock - Djävulskt uppdrag för Simon Templar
- 1968 – Fientligt vittne
- 1969 – The Desperados
- 1969 – Hans vän den vilda ponnyn
- 1974 – Snärjd i nätet
- 1984 – The long night of Lady Day
- 1985 – Ett mord annonseras
- 1989 – Shirley Valentine
- 1995 – The Glass Virgin
- 1996 – Arvssynd
- 1998 – Neville's Island
- 2002 – The Jury
- 2003 – I'll Sleep When I'm Dead
- 2005 – The Poseidon Adventure
- 2005 – Child of Mine
- 2006 – The Queen
- 2006 – Judge John Deed: Silent Killer
- 2006 – Dalziel and Pascoe: The Cave Woman
- 2008 – Marple: Murder Is Easy
- 2009 – Collision